# Зеленортска Острва на Светском првенству у атлетици на отвореном 2015.
Зеленортска Острва су учествовала на Светском првенству у атлетици на отвореном 2015. одржаном у Пекингу од 22. до 30. августа једанаести пут. Репрезентацију Зеленортских Острва представљала је једна такмичарка која се такмичила у трци на 100 метара.,
На овом првенству Зеленортска Острва нису освојила ниједну медаљу. Постигнут је нови национални рекорд.

## Учесници
Жене:
Лидиана Лопес — 100 м

## Резултати

### Жене
| Атлетичарка   | Дисциплина | Лични рекорд | Квалификације | Квалификације | Полуфинале            | Полуфинале            | Финале                | Финале       | Детаљи                                    |
| Атлетичарка   | Дисциплина | Лични рекорд | Резултат      | Место         | Резултат              | Место                 | Резултат              | Место        | Детаљи                                    |
| ------------- | ---------- | ------------ | ------------- | ------------- | --------------------- | --------------------- | --------------------- | ------------ | ----------------------------------------- |
| Лидиана Лопес | 100 м      | 12,56        | 12,43 НР      | 8. у гр. 1    | Није се квалификовала | Није се квалификовала | Није се квалификовала | 49 / 52 (54) | Архивирано на веб-сајту (25. август 2015) |